# James Mouangue Kobila
James Mouangue Kobila est un universitaire camerounais.  et président de la Commission des Droits de l'homme du Cameroun.

## Biographie

### Enfance, éducation et débuts
James Mouangue Kobila est docteur en droit public.

### Carrière
James Mouangue Kobila est chargé de cours à l'Université de Douala en 2009,.
Il est ensuite président de la Commission Nationale des Droits de l’Homme au Cameroun en 2021. 
Accusé de harcèlement sexuel par son ancienne cheffe de cabinet, Judith Espérance Nkouete Messah, qui est ensuite licenciée, il se présente au tribunal en 2024,,.
Il est auteur de plusieurs ouvrages.